# Luís Martins da Rocha
Luiz Martins da Rocha, mais conhecido como Lulu Rocha, foi um futebolista brasileiro.
Era irmão de Carlos Martins da Rocha (Carlito Rocha) e de Pedro Rocha, todos jogadores do Botafogo FC, atual Botafogo de Futebol e Regatas entre 1904 e 1919.
Foi convocado para a Seleção Brasileira de Futebol em 1908 e fez parte do time nos três títulos estaduais, em 1907, 1910 e 1912.